# The Light Is Coming
«The Light Is Coming» (с англ. — «Свет приближается») ― сингл певицы Арианы Гранде с участием рэперши Ники Минаж, выпущенный 20 июня 2018 года в качестве промо-сингла четвёртого студийного альбома Гранде Sweetener. Трек дебютировал под номером 95 и достиг 89-го места в американском чарте Billboard Hot 100.

## Выход
27 мая 2018 года Ариана Гранде представила песню 21-секундным клипом на своей странице в Instagram. 2 июня она дебютировала с предварительным просмотром песни на Wango Tango, объявив, что песня будет выпущена 20 июня 2018 года вместе с предварительным заказом Sweetener.

## Видеоклип
Несмотря на то, что песня не была выпущена в качестве официального сингла, премьера клипа на песню состоялась через двенадцать часов после выхода песни на официальном сайте Reebok. Режиссёром фильма выступил Дэйв Мейерс, который также снял клип на песню Гранде «No Tears Left to Cry», в котором Ники Минаж исполняет свой куплет, а Ариана Гранде поет в тускло освещенном лесу. Видео было выпущено по всему миру на YouTube и Vevo на следующий день.

## Чарты
| Чарт(2018)                                         | Высшая позиция |
| -------------------------------------------------- | -------------- |
| Australia (ARIA)                                   | 60             |
| Канада (Billboard Canadian Hot 100)                | 63             |
| Франция (SNEP)                                     | 70             |
| Greece Digital Songs (Billboard)                   | 2              |
| Венгрия (Single Top 40)                            | 24             |
| Ireland (IRMA)                                     | 76             |
| Japan Hot Overseas (Billboard)                     | 12             |
| Нидерланды (Single Top 100)                        | 81             |
| New Zealand Heatseekers (Recorded Music NZ)        | 2              |
| Португалия (Billboard Portugal Digital Song Sales) | 7              |
| Шотландия (OCC Scotland)                           | 22             |
| Великобритания (OCC UK Singles)                    | 57             |
| США (Billboard Hot 100)                            | 89             |